# ديبورا فالابيلا
ديبورا ليما فالابيلا (بالبرتغالية: Débora Lima Falabella) هي ممثلة إيطالية برازيلية. هي ابنة الممثل روجيريو والمغنية ماريا أولمبيا. وهي شقيقة الممثلة سينثيا فالابيلا.

## وصلات خارجية
- ديبورا فالابيلا على موقع IMDb (الإنجليزية)
- ديبورا فالابيلا على موقع روتن توميتوز (الإنجليزية)
- ديبورا فالابيلا على موقع ألو سيني (الفرنسية)
- ديبورا فالابيلا على موقع أول موفي (الإنجليزية)
- ديبورا فالابيلا على موقع قاعدة بيانات الفيلم (الإنجليزية)
- ديبورا فالابيلا على موقع كينوبويسك (الروسية)